# Puchar Ameryki Północnej w skeletonie 2024/2025
Puchar Ameryki Północnej w skeletonie 2024/2025 – 25. edycja tej imprezy. Cykl rozpoczął się 28 listopada 2024 r. w kanadyjskim Whistler, a zakończył 26 stycznia 2025 r. w amerykańskim Lake Placid. Łącznie zorganizowano 16 konkursów: 8 dla kobiet i 8 dla mężczyzn.

## Kalendarz Pucharu Ameryki Północnej
| Lp.                                                            | Data                 | Miejscowość | Konkurencja | 1. miejsce             | 2. miejsce             | 3. miejsce         |
| -------------------------------------------------------------- | -------------------- | ----------- | ----------- | ---------------------- | ---------------------- | ------------------ |
| 1. PAP                                                         | 28–29 listopada 2024 | Whistler    | Kobiety     | Kendall Wesenberg      | Laura Vargas           | Katie Tannenbaum   |
| 1. PAP                                                         | 28–29 listopada 2024 | Whistler    | Mężczyźni   | Florian Auer           | Nicholas Timmings      | Josip Brusic       |
| 1. PAP                                                         | 28–29 listopada 2024 | Whistler    | Kobiety     | Kendall Wesenberg      | Laura Vargas           | Katie Tannenbaum   |
| 1. PAP                                                         | 28–29 listopada 2024 | Whistler    | Mężczyźni   | Florian Auer           | Ryan Kuehn             | Nicholas Timmings  |
| 2. PAP                                                         | 6–7 grudnia 2024     | Park City   | Kobiety     | Kendall Wesenberg      | Katie Tannenbaum       | Sha'Londa Terry    |
| 2. PAP                                                         | 6–7 grudnia 2024     | Park City   | Mężczyźni   | Andrew Whittier-Neises | Peng Lin-wei           | Jared Firestone    |
| 2. PAP                                                         | 6–7 grudnia 2024     | Park City   | Kobiety     | Kendall Wesenberg      | Katie Tannenbaum       | Hannah Gaskins     |
| 2. PAP                                                         | 6–7 grudnia 2024     | Park City   | Mężczyźni   | Andrew Whittier-Neises | Peng Lin-wei           | Chiang Chun-hung   |
| 3. PAP                                                         | 18–19 stycznia 2025  | Park City   | Kobiety     | Kendall Wesenberg      | Kellie Delka           | Isabella Fassnidge |
| 3. PAP                                                         | 18–19 stycznia 2025  | Park City   | Mężczyźni   | Yan Wengang            | Andrew Whittier-Neises | Lucas Defayet      |
| 3. PAP                                                         | 18–19 stycznia 2025  | Park City   | Kobiety     | Kendall Wesenberg      | Kellie Delka           | Zhu Yangqi         |
| 3. PAP                                                         | 18–19 stycznia 2025  | Park City   | Mężczyźni   | Andrew Whittier-Neises | Yan Wengang            | Nicholas Timmings  |
| 2. Mistrzostwa Panamerykańskie w Skeletonie 2025 – Lake Placid |                      |             |             |                        |                        |                    |
| 4. PAP                                                         | 25–26 stycznia 2025  | Lake Placid | Kobiety     | Nicole Rocha Silveira  | Hallie Clarke          | Susanne Kreher     |
| 4. PAP                                                         | 25–26 stycznia 2025  | Lake Placid | Mężczyźni   | Yin Zheng              | Lin Qinwei             | Yan Wengang        |
| 4. PAP                                                         | 25–26 stycznia 2025  | Lake Placid | Kobiety     | Hannah Neise           | Susanne Kreher         | Jane Channell      |
| 4. PAP                                                         | 25–26 stycznia 2025  | Lake Placid | Mężczyźni   | Yan Wengang            | Lin Qinwei             | Chen Wenhao        |

## Klasyfikacje

### Kobiety
| Miejsce | Zawodniczka        | WHI | WHI | PCI | PCI | PCI | PCI | LPD | LPD | Punkty |
| ------- | ------------------ | --- | --- | --- | --- | --- | --- | --- | --- | ------ |
| 1.      | Kendall Wesenberg  | 1   | 1   | 1   | 1   | 1   | 1   | 8   | 5   | 516    |
| 2.      | Laura Vargas       | 2   | 2   | 6   | 7   | 5   | 5   | 17  | 16  | 302    |
| 3.      | Katie Tannenbaum   | 3   | 3   | 2   | 2   | 7   | 6   | 22  | 19  | 299    |
| 4.      | Hannah Gaskins     | 8   | 8   | 4   | 3   | 7   | 7   | 19  | 15  | 260    |
| 5.      | Sha'Londa Terry    | 6   | 7   | 3   | 6   | 6   | 9   | 23  | 17  | 247    |
| 6.      | Logan Wudi         | 4   | 4   | 6   | 5   | 11  | 11  | 20  | 14  | 237    |
| 7.      | Liesel Baker       | 7   | 6   | 4   | 4   | 12  | 8   | 21  | 18  | 231    |
| 8.      | Isabella Fassnidge | —   | —   | —   | —   | 3   | 12  | 11  | 8   | 215    |
| 9.      | Susanne Kreher     | —   | —   | —   | —   | —   | —   | 3   | 2   | 210    |
| 10.     | Jane Channell      | —   | —   | —   | —   | —   | —   | 4   | 3   | 192    |

### Mężczyźni
| Miejsce | Zawodnik               | WHI | WHI | PCI | PCI | PCI | PCI | LPD | LPD | Punkty |
| ------- | ---------------------- | --- | --- | --- | --- | --- | --- | --- | --- | ------ |
| 1.      | Andrew Whittier-Neises | 5   | 15  | 1   | 1   | 2   | 1   | 19  | 25  | 505    |
| 2.      | Yan Wengang            | —   | —   | —   | —   | 1   | 2   | 3   | 1   | 450    |
| 3.      | Nicholas Timmings      | 2   | 3   | —   | —   | 5   | 3   | 12  | 9   | 387    |
| 4.      | Jared Firestone        | 4   | 4   | 3   | 4   | 9   | 13  | 17  | 17  | 382    |
| 5.      | Peng Lin-wei           | —   | —   | 2   | 2   | 12  | 11  | 25  | 22  | 289    |
| 6.      | Laurence Bostock       | —   | —   | —   | —   | 8   | 4   | 8   | 8   | 278    |
| 7.      | Jacob Salisbury        | —   | —   | —   | —   | 4   | 5   | 14  | 10  | 260    |
| 8.      | Lucas Defayet          | —   | —   | —   | —   | 3   | 6   | 15  | 12  | 248    |
| 9.      | Josip Brusic           | 3   | 6   | 6   | 6   | —   | —   | 19  | 18  | 248    |
| 10.     | Jeff Bauer             | 7   | 5   | 8   | 7   | 19  | 20  | 31  | 26  | 242    |